# Guraganjigurki, Kolar
Guraganjigurki là một làng thuộc tehsil Kolar, huyện Kolar, bang Karnataka, Ấn Độ.